# WHSmith
WH Smith plc(상호: WHSmith, WH Smith, 이전 명칭: W. H. Smith & Son)는 잉글랜드 스윈던에 본사를 둔 영국의 소매업체로, 서점, 문구점, 잡지, 신문, 엔터테인먼트 제품 및 제과류를 판매하는 철도역, 공항, 항구, 병원 및 고속도로 휴게소 상점 체인을 운영한다.
이 회사는 1792년 헨리 월턴 스미스와 그의 아내 안나가 런던에서 신문 판매업으로 설립했다. 수년간 스미스 가문의 소유로 남아 있었으며, 1970년대에 회사가 다른 시장으로 다각화하기 시작하면서 대규모 확장을 경험했다. 2004년 사모 펀드의 인수 제안이 거절된 후, 회사는 핵심 소매 사업에 집중하기 시작했다. 이 회사는 ISBN 도서 식별자의 탄생에 기여했다.
이 회사는 2025년 하이 스트리트 매장 사업을 모델라 캐피털에 매각하기로 합의했다. 매각이 완료되면 해당 사업은 TGJones로 이름을 변경할 예정이다.
WHSmith는 런던 증권거래소에 상장되어 있으며 FTSE 250 지수의 구성 종목이다.

## 역사

### 설립
1792년, 헨리 월턴 스미스와 그의 아내 안나는 런던 리틀 그로스베너 스트리트에서 신문 판매업을 시작했다. 그들이 사망한 후, 1812년 1,280 파운드(2020년 기준 £87,161에 해당)의 가치를 지녔던 사업은 그들의 막내 아들 윌리엄 헨리 스미스 (1792년)에게 넘어갔고, 1846년 그의 외아들인 같은 이름의 윌리엄 헨리 스미스 (1825년)가 파트너가 되면서 회사명은 W. H. Smith & Son이 되었다. 회사는 철도 붐을 이용하여 철도역에 가판대를 열었는데, 1848년 유스턴 역에서 시작했다. 1850년, 회사는 버밍엄, 맨체스터, 리버풀에 창고를 열었다. 또한 1860년부터 1961년까지 대여 도서관 서비스를 운영했으며, 사이런세스터의 스팀 프레스에 기반을 둔 출판 사업도 운영했다. 젊은 W. H. 스미스는 회사의 성공을 발판 삼아 정치에 뛰어들어 1868년에 의원이 되었고 여러 보수당 정부에서 장관을 역임했다.
1891년 젊은 W. H. 스미스가 사망한 후, 그의 미망인은 햄블든 자작 부인이 되었다. 그들의 아들은 아버지로부터 사업을, 어머니로부터 자작위를 물려받았다. 1928년 제2대 자작이 사망한 후, 사업은 유한회사로 재편되었고, 그의 아들인 제3대 자작이 모든 보통주를 소유했다. 1948년 제3대 자작이 사망하자, 상속세가 너무 커서 공공 지주 회사를 설립하고 주식을 WH Smith 직원과 대중에게 매각해야 했다. 제3대 자작의 남동생은 1972년까지 회장직을 유지했지만, 스미스 가문의 통제력은 점차 사라졌고, 마지막 가족 구성원은 1996년에 이사회에서 물러났다.

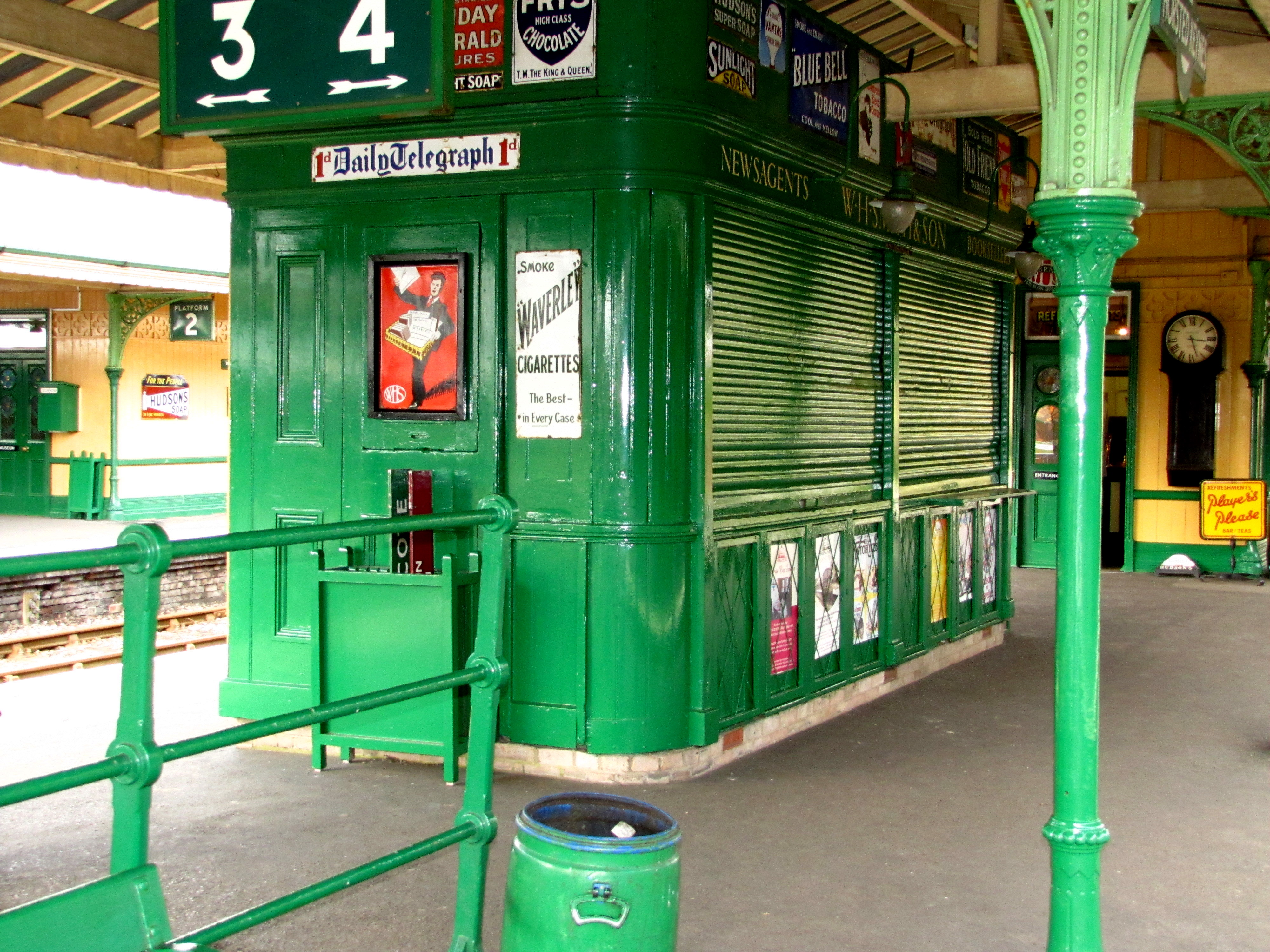
호스테드 케인스 역 승강장의 가판대, 서식스, 블루벨 철도에 의해 보존됨

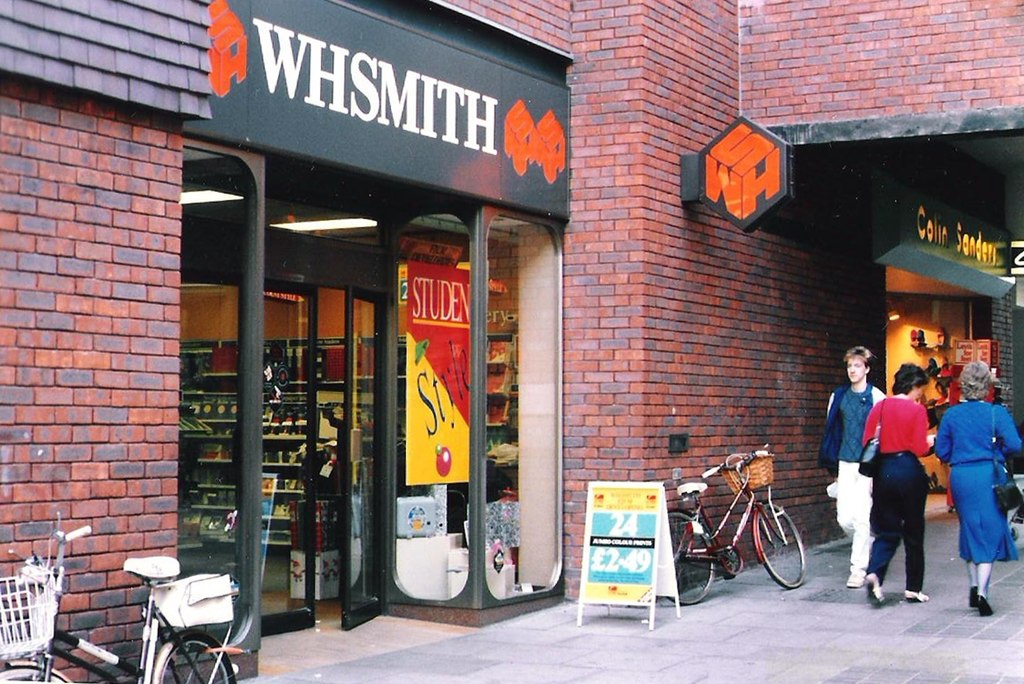
1986년 잉글랜드 헌팅턴에 위치한 이전 로고를 사용하던 WHSmith

1966년, WHSmith는 책을 고유하게 참조하는 9자리 코드인 표준 도서 번호(Standard Book Numbering, SBN)를 만들었다. 이는 1970년 국제 표준 ISO 2108로 채택되었으며, 1974년 ISBN 체계가 될 때까지 사용되었다.

### 확장
1970년대부터 WHSmith는 다른 소매 부문으로 확장하기 시작했다. WH Smith Travel은 1973년부터 1991년까지 운영되었다. 두 잇 올(Do It All) DIY 상점 체인은 1979년 인수로부터 시작되어, 1990년 부츠와 합작 투자가 되었고, 부츠는 1996년 6월 WHSmith의 지분을 인수했다. 전 WHSmith 임원인 팀 워터스톤이 1982년에 설립한 서점 체인 워터스톤스는 1989년에 인수되었다가 1998년에 매각되었다.
확장하는 WHSmith 그룹은 1973년에 새로운 로고와 W. H. Smith & Son에서 WHSmith로의 이름 변경과 함께 새로운 "하우스 스타일" 또는 기업 아이덴티티를 채택했다. 새로운 육각형 로고는 1830년 이전부터 사용되던 로고를 대체하여 새로운 주황색과 갈색 색 구성표를 사용하여 상자 측면에 그룹 이니셜을 특징으로 했다. 이 업데이트된 시각적 아이덴티티는 디자인 매뉴얼에 명시된 바와 같이 소매 환경에서 로고의 적절한 사용부터 포장지 및 홍보 자료의 장식 요소 디자인, 문구류, 라벨 및 양식의 레이아웃, 심지어 식기에 이르기까지 회사 운영 전반에 걸쳐 확장되었으며, 직원 유니폼 및 포장 디자인에도 영향을 미쳤다.
1986년, WHSmith는 아워 프라이스(Our Price) 음악 소매 체인의 75% 지분을 인수했고, 1990년대에는 버진 그룹의 소규모 (비-버진 메가스토어) 매장을 포함한 다른 음악 소매업체도 인수했다. 버진 아워 프라이스의 75% 지분은 1998년 7월 버진 리테일 그룹 Ltd에 1억 4,500만 파운드에 매각되었다. WHSmith는 또한 미국 음반 체인 The Wall을 소유했으며, 이 체인은 1998년 카멜롯 뮤직에 매각되었다.
1998년 3월, 이 회사는 존 멘지스의 소매점을 6,800만 파운드에 인수했는데, 이 소매점은 오랫동안 회사의 철도역 매장의 주요 경쟁자였다. 이 인수는 또한 WHSmith의 스코틀랜드 소매 확장 길을 열었다. 인수 전에는 멘지스의 대형 스코틀랜드 매장(다른 곳의 하이 스트리트 WHSmith 매장과 매우 유사한 제품군을 취급)이 시장을 지배했으며, 후자의 존재는 미미했다.

### 구조조정
수년간 회사의 소매 부문은 한편으로는 전문 서점 및 음악 체인과, 다른 한편으로는 대형 슈퍼마켓과의 경쟁에 어려움을 겪었다. 이는 실적 부진으로 이어졌고, 2004년 페르미라의 인수 시도는 실패로 돌아갔다. 회사는 이에 대해 해외 자회사와 출판 사업인 호더 헤드라인을 매각하여 핵심 사업 개편에 집중하기로 결정했다.
2006년 8월, 회사는 사업의 소매 및 신문 유통 부문을 WH Smith plc(소매)와 Smiths News plc(신문 및 잡지 유통)라는 두 개의 별도 회사로 분리했다. 2010년 9월, WHSmith는 더 엔터테이너로부터 더 가젯 샵을 인수했다. 같은 해, 온라인 연하장 소매업체 펑키 피전(Funky Pigeon)도 인수했다.

### 2011년 이후

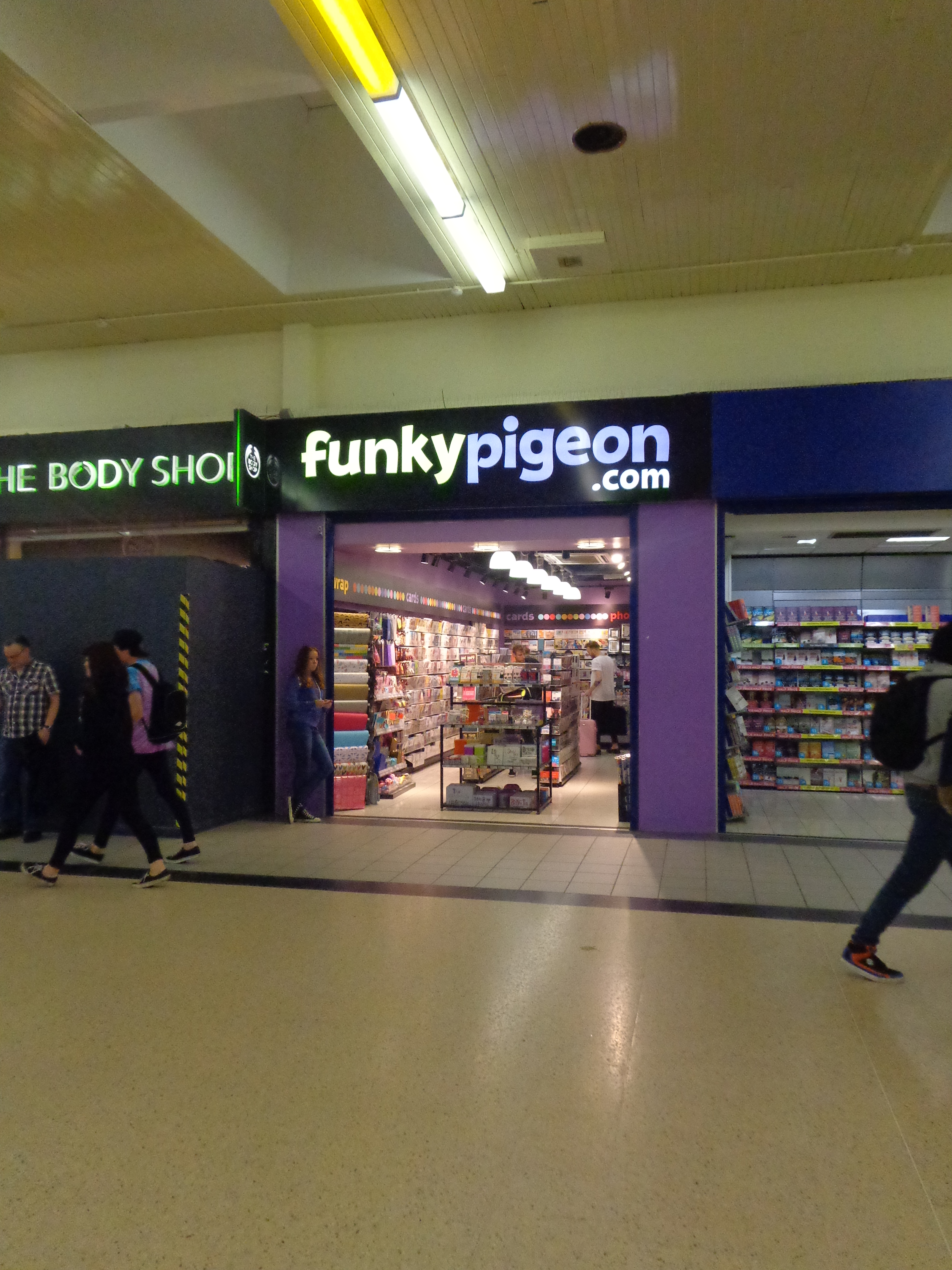
리즈 역에 위치한 WHSmith 소유 펑키 피전 매장

2011년 4월, WHSmith는 법률 서비스 제공업체 퀄리티솔리시터스와 계약을 체결하여 퀄리티솔리시터스가 영국 내 최대 500개 지점에 대표를 배치하기로 합의했다. Past Times는 2012년 1월에 법정 관리에 들어갔고, 2013년 3월 WHSmith가 이 브랜드 이름을 인수했다.
2013년 10월, WHSmith는 모델존 브랜드를 인수하고 기존 WHSmith 매장을 통해 이 브랜드로 제품을 판매할 것이라고 발표했다. 2014년 10월, WHSmith는 예비 성명에서 저가 브랜드 카드마켓(Cardmarket)을 시험적으로 출시하여 연하장 서비스를 확장할 계획이라고 발표했다. 성명에 따르면, 이 시험 매장들은 저렴한 임대료 지역에 위치하며 단기 임대 계약으로 WHSmith에 임대될 예정이었다. 2018년 후반, 회사는 카드마켓 매장 폐쇄와 함께 카드마켓 시험을 종료할 것이라고 발표했다. 이는 전략적 사업 검토 후 경제성이 없는 것으로 판단된 최소 6개의 WHSmith 매장 폐쇄 발표에 추가된 것이었다.
2017년 후반, 이 회사는 영국의 전문 펜 온라인 소매업체인 Cult Pens를 미공개 금액에 인수했다.
2018년, WHSmith는 미국 최대의 공항 기반 전자제품 소매업체인 InMotion 브랜드를 인수했다. InMotion은 히스로 공항, 맨체스터 공항 및 버밍엄 공항과 같은 영국 공항뿐만 아니라 스페인 및 오스트레일리아 해외에서도 매장을 운영하도록 확장되었다.
2020년 7월, WHSmith는 본사에서 150명 이상의 정리해고를 발표했는데, 이는 본사 인력의 약 18%에 해당한다. 2020년 11월, 회사는 2억 8천만 파운드의 손실을 입은 후 전국적으로 25개 매장을 폐쇄하기로 결정했으며, 2019년에도 8개 매장이 폐쇄되었다고 밝혔다.
2020년 8월, WHSmith는 웰(Well)과의 협력으로 히스로 공항 제2터미널에 새로운 플래그십 매장을 열었으며, 이 매장에는 자체 약국이 있다.
WHSmith는 2023년 6월에 영국 내 하이 스트리트에 더 이상 매장을 열지 않고 대신 공항, 철도역, 미국 및 유럽에 매장을 추가할 것이라고 발표했다. 또한 6월에는 장난감 소매업체 토이저러스가 WHSmith 매장 내에 9개의 매장을 열 계획이라고 발표했으며, 이는 2018년 자체 매장이 문을 닫은 후 영국에서 브랜드의 실제 존재를 재개하는 것을 의미한다.
2023년 12월, 로고는 리브랜딩 시험의 일환으로 변경되었다. 요크, 캔터베리, 프레스턴을 포함한 변경된 매장들은 "Smith"라는 단어를 "WHS"로 대체했다.

### TGJones 매각
2025년 1월, WHSmith는 약 500개의 매장과 토이저러스와의 파트너십을 포함한 하이 스트리트 사업을 매각하는 협상 중이라고 보도되었다. 더 수익성이 높은 여행 소매 사업(철도역, 공항, 항구, 병원 및 고속도로에 매장을 가지고 있음), 브랜드 및 펑키 피전은 이에 영향을 받지 않을 것이었다. 회사는 이전 회계연도에 매출의 85%를 여행 사업에서 얻었다고 밝혔다.
2025년 3월, WHSmith는 하이 스트리트 사업을 Modella Capital에 매각한다고 발표했다. 매장은 TGJones로 리브랜딩될 예정이며, 현재 운영사는 여행 사업을 위해 WHSmith 브랜드를 유지한다. 우편국 유한회사 및 로열메일 직원을 대표하는 커뮤니케이션 노동자 조합 (영국)의 우려에 따라, WHSmith 매장 내에 많은 지점이 있는 것을 감안할 때 매각이 "우편 사막"을 유발할 수 있다고 우려했지만, Modella는 변경 사항을 거의 계획하지 않고 매장 내 우체국 및 토이저러스 섹션을 유지할 것이라고 주장한다.

## 텔레비전
WHSmith는 영국 최초의 케이블 텔레비전 채널 중 하나인 라이프스타일 (영국 TV 채널)을 설립했으며, 이 채널은 1989년 스카이 텔레비전 (1984–1990)이 시작되기 전까지 영국과 아일랜드섬의 거의 모든 케이블 시스템에서 송출되었다. 1984년 말까지, 회사는 스크린스포트의 15% 지분을 매입했으며, 1986년 1월부터 ABC와 R 케네디가 철수한 후 운영 및 관리를 인수했다. 두 채널 모두 1993년에 폐쇄되었다.

## 운영

### 영국

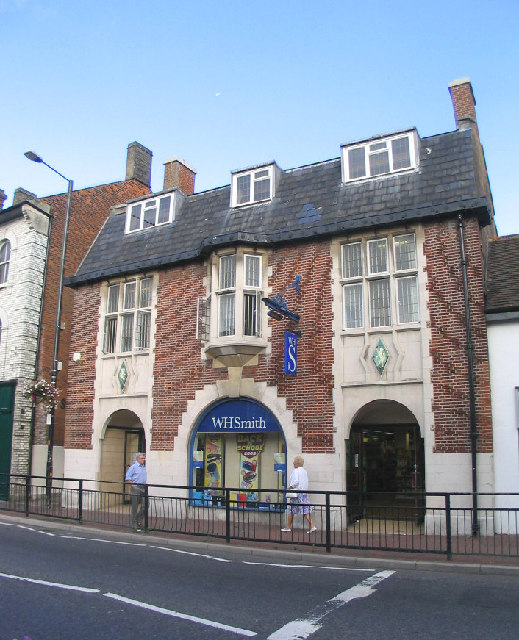
브렌트우드 하이 스트리트 지점

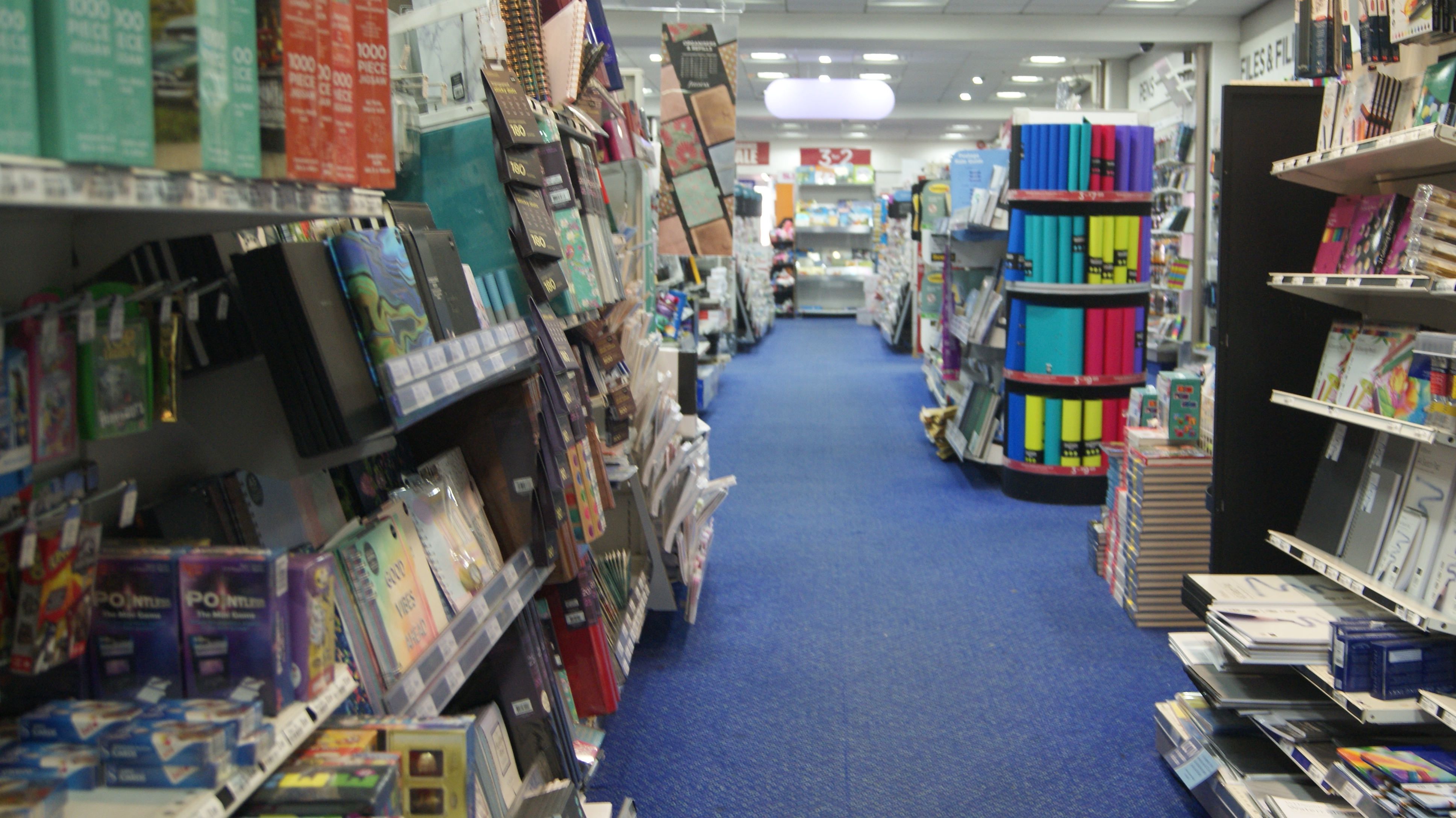
2019년 폰트프랙트, 웨스트요크셔주에 위치한 지점 내부

2007년부터, 회사는 주로 하이 스트리트 매장 내에서 많은 우체국 지점을 인수했다. 2016년 4월까지, 이는 전 크라운 우체국을 포함하여 107개에 달했으며, 추가로 61개를 계획 중이다.
WHSmith는 2008년 3월 요크셔 기반의 신문 판매 체인 유나이티드 뉴스(United News)를 인수한 후 병원 내에도 여러 매장을 운영하고 있다.
기존 합작 투자 및 프랜차이즈 매장 외에도, 회사는 2013년 소규모 편의점 형태의 WHSmith Local 개념을 시범 운영했다. 독립 신문 판매업자 및 우체국 사업자들을 대상으로 하여, 2015년 연례 보고서가 발행될 당시 총 40개의 매장이 운영 중이었고 추가로 40개가 계획되어 있었다.
2011년부터 이 회사는 펑키 피전 브랜드와 자회사인 Funky Pigeon.com Ltd를 사용하여 온라인과 매장을 통해 문구류와 맞춤형 연하장을 제공하는 매장도 열었다. 2024년, WHSmith는 토이저러스 영국 소유주인 WHP Global과 독점 계약을 체결하여 매장 내에 토이저러스 매장을 개설할 것이라고 발표했다.

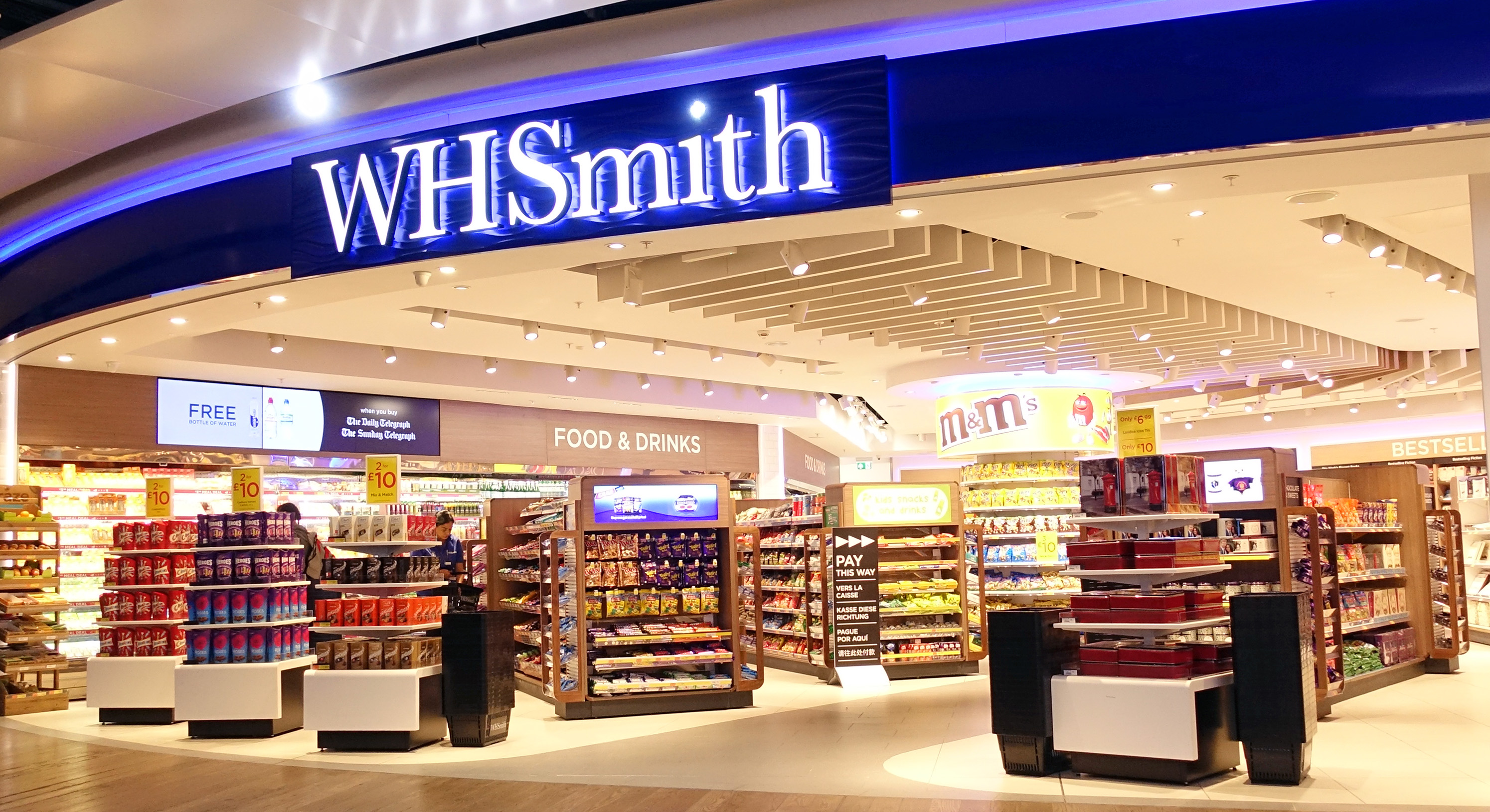
히스로 공항 매장

### 국제사업
캐나다 사업은 1950년에 시작되었다. 1970년까지 캐나다에는 14개의 매장이 있었다. 이들은 1989년까지 계속되었고, 그 후 국내 소유주에게 매각되어 스미스북스(SmithBooks)로 이름이 바뀌었다. 스미스북스는 나중에 콜스와 합병하여 챕터스를 형성했으며, 콜스와 스미스북스의 이름과 위치를 유지하면서 새로운 이름의 슈퍼스토어를 열었다. 많은 스미스북스 위치는 결국 폐쇄되거나 콜스로 전환되었다. 2013년 현재 몇몇 위치는 여전히 이름을 유지하고 있다.
2018년, WHSmith는 공항 전자제품 소매업체인 InMotion을 인수하여 캐나다와 미국 시장에 재진출했고 2019년에는 마셜 리테일 그룹(Marshall Retail Group)을 인수했다. 2024년 현재 WHSmith는 북미에 320개의 매장을 소유하고 있다.
1970년까지 WHSmith는 브뤼셀과 파리 (프랑스)에 각각 한 개의 소매점을 가지고 있었다. 이 회사는 파리 중심부의 리볼리로에 한 개의 매장을 유지하고 있다. 그러나 파리 매장은 현재 스미스 & 선(Smith & Son)으로 브랜드명이 변경되었다.
이 회사는 2001년 뉴질랜드의 윗쿨스와 앵거스 & 로버트슨을 인수하며 윗쿨스를 WHSmith로 전환할 계획을 세웠다. 그러나 이들은 2004년에 홍콩 국제공항(현재 페이지 원)과 싱가포르의 매장(현재 타임스 서점 배너 아래의 타임스 트래블)과 함께 매각되었다.
WHSmith는 호주에서 명명권을 보유했던 앵거스 & 로버트슨/보더스의 파산 이후 2011년 3월 호주 사업을 재개했다. 첫 번째 새 매장은 멜버른 공항의 국제선 출국 터미널에 개설되었다. 현재 멜버른 공항에 3개, 서던 크로스 역에 3개, 멜버른 센트럴 쇼핑 센터에 1개의 매장이 있다.
WHSmith는 인도 주요 공항에 매장을 열었다. WHSmith는 현재 중화인민공화국에 30개의 키오스크 매장을 계획 중이다. 현재 WHSmith는 인도 IPL 크리켓 팀(선라이저스 하이데라바드)(SRH)의 스폰서이다.
2008년 10월, WHSmith는 SSP와 함께 코펜하겐 공항에 5개 지점을 열었고, 2009년 4월에는 스톡홀름-알란다 공항에 지점을 열었다. 2009년 WHSmith는 클래어 주 섀넌 공항에 두 개의 매장을 열었다. 2010년 11월에 문을 연 더블린 공항 제2터미널에는 세 개의 매장이, 2013년에 문을 연 더블린 공항 제1터미널에는 다섯 개의 매장이 추가로 운영되고 있다. 이 체인은 후자의 계약을 따낼 때 풀타임 아일랜드 서적 구매자를 고용하겠다고 약속했으나, 더블린이 아닌 런던에 기반을 둔 호주인의 임명은 비판을 불러일으켰다.
2013년, 더블린 공항 제1터미널에 4개의 매장을 추가로 열었다. 현재 더블린 제1터미널에 있는 이손(Eason's)은 소매업체가 더블린 제2터미널의 성공으로 인한 매출 감소를 비난하며 공항 운영업체에 1년 일찍 새로운 계약 입찰을 요청했다. 더블린 제2터미널은 장거리 항공 교통의 대부분을 처리하며, 장거리 승객들은 책에 더 많은 돈을 쓰는 경향이 있다.
WHSmith는 2016년 말과 2017년 초에 핀란드 헬싱키 공항에 4개 지점을 열었다.
이 회사는 말타 국제공항에 매장을 두고 있으며 이는 2016년 밀러 유통업체와의 프랜차이즈 계약으로 개점했다.

## 논란
2009년 6월 19일, WHSmith는 요제프 프리츨에 대한 책을 아버지날 선물로 "아빠를 위한 책 50선" 중 하나로 홍보한 것에 대해 사과했다.
2012년 10월, WHSmith는 14세 미만 어린이에게 사격 잡지 판매를 금지하여 사격인들의 비판을 받았다. 이는 14세 미만 어린이의 사격이 합법임에도 불구하고 내려진 결정이었다. 이 결정은 동물 권리 운동가들의 캠페인에 따른 것으로 보였다. 영국 사격 및 보존 협회(BASC)는 12,000명 이상의 서명이 담긴 청원서를 포함하여 금지령에 반대하는 캠페인을 벌였다. 11월 중순에 모든 영국 사격 잡지에 대한 제한이 해제되었다는 사실이 밝혀졌다.
2013년 10월 14일, WHSmith는 "용납할 수 없는 제목이 웹사이트에 나타나고 있었기 때문에" 웹사이트를 오프라인으로 전환했다. 이는 학대 테마의 전자책이었다.
이 체인점은 2014년에 매장 상태에 대해 비판을 받았는데, 분석가와 고객 모두가 체인점이 자산에 대한 투자를 제대로 하지 않고 있다고 비난했다.
2015년, 인디펜던트의 조사에 따르면 WHSmith 및 기타 공항 소매업체들이 유럽 연합 외부로 여행하는 쇼핑객에게 VAT를 부과하고, 정부로부터 VAT를 환급받으면서 고객에게는 환급액을 돌려주지 않는 것으로 드러났다. 이는 계산대에서 고객의 탑승권을 스캔하는 관행을 통해 가능했으며, 이는 오직 회사에 이익을 주기 위한 것이었으며, 승객들은 자신도 모르게 사기에 연루되었다. 대중의 분노, 많은 사람들이 탑승권 제시를 거부하는 고객 반란, 그리고 의회의 개입 끝에, 회사는 2017년 3월에 6파운드 이상을 지출하고 EU 외부로 여행하는 고객에게 VAT 인하액을 돌려줄 것이라고 확인했다.
2015년, 이 회사는 병원 내 지점의 가격에 대해 비판을 받기도 했다. 언론 조사를 통해 일부 품목이 하이 스트리트 지점보다 상당히 높은 가격에 판매되고 있는 것으로 밝혀졌기 때문이다. 2018년 5월, WHSmith는 웨이크필드 핀더필즈 병원 지점에서 튜브형 치약을 개당 7.99파운드에 판매하여 700파운드 이상을 벌어들인 사실이 밝혀진 후 사과했다. 이 가격은 '오류'로 설명되었고 WHSmith는 판매 수익을 지역 자선 단체에 기부하겠다고 약속했다. 가격은 2.49파운드로 복원되었지만, 인근 테스코에서 판매되는 80페니의 세 배 이상이었다.
2023년, 회사는 약 17,607명의 직원에게 약 100만 파운드를 지급하지 않아 최저 임금법을 위반한 것으로 밝혀졌다. 회사는 이는 유니폼 정책과 관련된 오류 때문이라고 말했으며, 대변인은 "2019년 HMRC와의 검토 결과, 여러 소매업체들과 마찬가지로, 저희는 매장에서 근무하는 직원의 유니폼 정책에 법정 임금 규정이 적용되는 방식에 대해 잘못 해석했음을 알게 되었습니다. 이는 진정한 오류였으며, 2019년에 모든 동료들에게 즉시 환급되었습니다."라고 밝혔다.

## 같이 보기
- 영국의 책

## 참고
1. ↑  2024년 기준